# ダッジ・マグナム
マグナム (Magnum) はクライスラー社の一部門である「ダッジ」が販売していた自動車。

## 概要
マグナムの名を持つモデルは2種類存在する。
初代は1978年から1年間だけチャージャーの後継モデルとして生産された2ドアハードトップで、2代目は2004年から生産されたステーションワゴンである。
スタイルが大きくかけ離れた両者だが、どちらにも共通していることはチャージャーとプラットフォームを共有し、ハイパワーなエンジンの設定がある点である。
2004年に復活したマグナムであったが、2008年に300ツーリングへ一本化、販売の芳しくなかった北米ではマグナムの販売は終了した。
また、「マグナム」の名は南米ではダッジ・ダートに宛がわれていた。

## 初代（1978年 - 1979年）
マグナムはNASCAR参戦のために、チャージャーSEをベースに生み出されたモデルである。
1978年当時、クライスラーはNASCARにチャージャーSEで参戦していた。チャージャーSEは市販モデルとしては優秀であったが、そのベースは1974年から大きく変化しておらず、レースカーのベースとして鑑みた場合はデザインなどが旧態化しており、空力面などでいささか不利になる要素を含んでいた。そこでチャージャーをベースにデザインを見直し、性能を向上させたモデルとしてマグナムが企画された。
マグナムとチャージャーSEとの大きな違いはフロントマスクである。マグナムはヘッドライトの透明カバーがリトラクタブルになっており、ヘッドライト点灯とともにカバーが隠れるというユニークな構造であった。このリトラクタブルの透明ヘッドライトカバーは1979年から販売されるダッジ・セントレジスにも採用されていた。また、ボディデザインは空力を優先し細長いオペラ・ウィンドウを備えており、ボディタイプはT-バーかパワーサンルーフを選択できた。
こうして誕生したマグナムであったが、ベースになったチャージャー自体の設計が10年以上前の物で既に相当旧態化が進んでおり、またビッグブロックV8エンジンの生産も終了していたことから、わずか1年でダッジ・ミラーダに置き換えられた。
マグナムはBプラットフォームを搭載した最後のモデルであった。
なお、NASCARに投入されたマグナムはエンジントラブルなどが続いたこともあり、芳しい成績を上げることはできなかった。

## 2代目（2004年 - 2008年）
初代の販売終了以来、しばらくマグナムの名は途絶えていたが、2004年に復活する。
往年のスポーツカーではなく、クライスラー・300と基本骨格を同じとするステーションワゴンとして開発された。プラットフォームは300と同じくLXプラットフォームが使用されている。デザインは300と同じくラルフ･ジル主導で行われた。なお、「マグナム」を名乗るのは北米のみで、他の地域では車格が上で、販売価格も高く設定できたクライスラー300Cツーリングとして販売され、フロントフェイスとインテリアは300Cのものを利用していた。マグナムの生産はカナダ・オンタリオ州にある工場で行われた。
ダッジとしてのステーションワゴンは1991年に販売された「コルト・ビスタワゴン」以来のモデルであり、ビッグスリーのワゴンとしてもシボレー・カプリスやビュイック・ロードマスター以来であった。
グレード展開は当初3つで、2.7L V6を搭載したベーシックモデルのSE（190馬力）、3.5L V6を搭載したミドルレンジのSXT（250馬力）、5.7L"HEMI"V8を搭載したハイパフォーマンスのR/T（340馬力）となっていた。
また、2005年には300やチャージャーと同じくSRT-8が追加され、更にハイパフォーマンスな「6.1L"HEMI" V8」（431馬力）を搭載し、300と同じくメルセデスベンツの5速ATを採用したモデルとして設定された。
2005年には、カーアンドドライバー誌のテンベストリストを受賞している。
しかし米国市場では既にステーションワゴンの需要が下がっており、クライスラー300とは対照的に販売は低迷した。また、クライスラー自体の経営悪化に伴い、PTクルーザーカブリオ、パシフィカ、クロスファイアと共に、マグナムは再建プランの一環の車種整理の対象となり、2008年に生産を終了した。欧州やアジア圏向けの300Cツーリングはオーストリアで生産継続されたものの、こちらも2009年に生産終了となった。